# Luigi Settembrini (sous-marin)
Le Luigi Settembrini est un sous-marin, navire de tête de la classe Settembrini, en service dans la Regia Marina à partir de 1932 et ayant servi pendant la Seconde Guerre mondiale.

## Caractéristiques
La classe Settembrini était une version améliorée et élargie des précédents sous-marins de la classe Mameli. Ils déplaçaient 953 tonnes en surface et 1 153 tonnes en immersion. Les sous-marins mesuraient 69,11 mètres de long, avaient une largeur de 6,61 mètres et un tirant d'eau de 4,45 mètres. Ils avaient une profondeur de plongée opérationnelle de 80 mètres. Leur équipage comptait 56 officiers et soldats.
Pour la navigation de surface, les sous-marins étaient propulsés par deux moteurs diesel TOSI de 1 500 chevaux (1 119 kW), chacun entraînant un arbre d'hélice. En immersion, chaque hélice était entraînée par un moteur électrique Ansaldo de 650 chevaux-vapeur (478 kW). Ils pouvaient atteindre 17,5 noeuds (32,4 km/h) en surface et 7,7 noeuds (14,3 km/h) sous l'eau. En surface, la classe Settembrini avait une autonomie de 6 200 milles nautiques (11 500 km) à 7,3 nœuds (13,5 km/h); en immersion, ils avaient une autonomie de 100 milles nautiques (190 km) à 3 nœuds.
Les sous-marins étaient armés de huit tubes lance-torpilles de 53,3 centimètres, quatre à la proue et quatre à la poupe, pour lesquels ils transportaient au total 12 torpilles. Ils étaient également armés d'un seul canon de pont 102/35 Model 1914 (4 pouces) à l'avant de la tour de contrôle (kiosque) pour le combat en surface. Leur armement anti-aérien consistait en deux ou quatre mitrailleuses Breda Model 1931 de 13,2 mm,.

## Construction et mise en service
Le Luigi Settembrini est construit par le chantier naval Cantieri navali Tosi di Taranto (TOSI) de Tarente en Italie, et mis sur cale le 16 mai 1928. Il est lancé le 28 septembre 1930 et est achevé et mis en service le 25 janvier 1932. Il est commissionné le même jour dans la Regia Marina.

## Historique
Le 11 septembre 1933, le Luigi Settembrini appareille de Tarente, avec son navire-jumeau (sister ship) Ruggiero Settimo, pour un voyage en mer Rouge. Les deux sous-marins font escale à Tobrouk, Port Saïd, Massaoua, Aden, Assab, Massaoua encore, Ismaïlia, Port Saïd encore et puis Alexandrie, et s'amarrent à nouveau à Tarente le 4 avril 1934 ; la croisière donne des résultats assez satisfaisants.
Il participe clandestinement à la guerre d'Espagne, opérant en mer Égée et remporte un succès. Le 3 septembre 1937 (sous le commandement du lieutenant de vaisseau (tenente di vascello) Beppino Manca), il ordonne d'arrêter le vapeur soviétique Blagoiev (3 100 tonneaux de jauge brute ou tjb) en navigation au large de l'île de Psara avec une cargaison de 4 480 tonnes de charbon se dirigeant vers Ceuta (le navire était parti du port soviétique de Mariupol), le Settembrini a obligé l'abandon du navire par l'équipage (qui s'est sauvé en totalité, mais s'est plaint plus tard de la mort d'un homme gravement blessé), puis il lance trois torpilles, dont l'une touche le navire, le faisant couler en une demi-heure environ,.
Au début de la Seconde Guerre mondiale, il joue un rôle défensif dans le golfe de Tarente.
Le 7 août 1940, il est envoyé dans le canal de Jéricho et le matin du même jour, il lance sans succès une torpille contre deux destroyers. Il rentre au port le 13 août
En septembre 1940, il est affecté au groupe de sous-marins à Messine
En novembre, il fait partie d'un barrage sous-marin entre la mer Ionienne et la mer Égée, sans qu'aucun navire n'ait été aperçu, bien que la Mediterranean Fleet britannique (flotte méditerranéenne) soit en mer dans cette zone.
Le 23 avril 1941, il attaque un croiseur britannique avec le lancement de trois torpilles, toutes manquantes leur cible.
Plus tard, il est employé au large de la Libye. Le 10 juillet 1941, dans la nuit, avec le capitaine de corvette Alcide Baldi comme commandant, il repère deux gros navires à moteur. Dans la nuit suivante, il repère deux destroyers qui vont trop vite pour être attaqués, et le 13, il attaque un autre destroyer, sans pouvoir le toucher. Deux jours plus tard, il endommage des bateaux à moteur en les mettant en fuite et, à 1h35 du 16 juillet, il tente en vain de couler un pétrolier estimé à 700 tjb. Il le canonne, lance une première torpille (qui passe sous la coque sans exploser), le heurte et lance deux autres torpilles; le navire n'est cependant pas coulé.
Dans la nuit du 8 au 9 novembre 1941, sous le commandement du capitaine de corvette Mario Resio, il écoute avec des hydrophones - à environ 17 milles nautiques (32 km) - la Force K britannique (croiseurs légers HMS Aurora (12) et HMS Penelope (97) et destroyers HMS Lance (G87) et HMS Lively (G40)) qui se dirige vers l'attaque du convoi de Duisburg. Il le suit en surface pendant quatre heures, mais, à 6h15, alors qu'il s'est approché à 4,5 milles nautiques (8 km), il doit renoncer à l'attaque. Le 1er octobre 1942, il est affecté à l'école de sous-marins de Pula, où il accomplit dix missions d'entraînement.
Le 30 novembre, il accomplit une mission de transport de fournitures en Libye et est ensuite renvoyé à Pula, où il effectue 80 autres missions de formation.
Pendant l'invasion de la Sicile (Opération Husky), il est employé à des fonctions défensives au large de la Sicile et de la Calabre, sans aucun résultat.
A la proclamation de l'armistice du 8 septembre (Armistice de Cassibile), il se trouve en mer Ionienne. Il va se rendre aux Alliés à Augusta et de là, au coucher du soleil du 16 septembre 1943, il part - avec cinq autres sous-marins - en direction de Malte, où il arrive le 17 après une navigation effectuée en immersion, afin de ne pas risquer d'être accidentellement attaqué par des avions ou des navires alliés. Le 13 octobre 1943, il quitte l'île avec 14 autres sous-marins pour retourner en Italie.
Il est ensuite envoyé aux Bermudes pour participer aux exercices anti-sous-marins alliés, mais le 15 novembre 1944, à 2h23, pendant le voyage, il est accidentellement éperonné par le destroyer américain USS Frament (APD-77) et couel dans l'Atlantique à la position géographique de 36° 11′ N, 19° 45′ O à environ 595 milles nautiques (1 100 km) à l'ouest de Gibraltar, emportant avec lui 42 hommes (4 officiers et 38 sous-officiers et marins), alors que seuls 8 hommes (14 selon d'autres sources) ont réussi à s'échapper.
| Date             | Navire   | Nationalité | Tonnage en tonneaux de jauge brute | Notes |
| ---------------- | -------- | ----------- | ---------------------------------- | ----- |
| 3 septembre 1937 | Blagoiev | URSS        | 3 100                              | Coulé |